# Reg Parnell
Reginald Parnell (Derby, Inglaterra, 2 de julio de 1911-ibidem, 7 de enero de 1964) fue un piloto de automovilismo británico. Participó en Fórmula 1 durante las primeras temporadas de ella. Además de piloto, Parnell fue mánager de su propia escudería.

## Carrera

### Como piloto

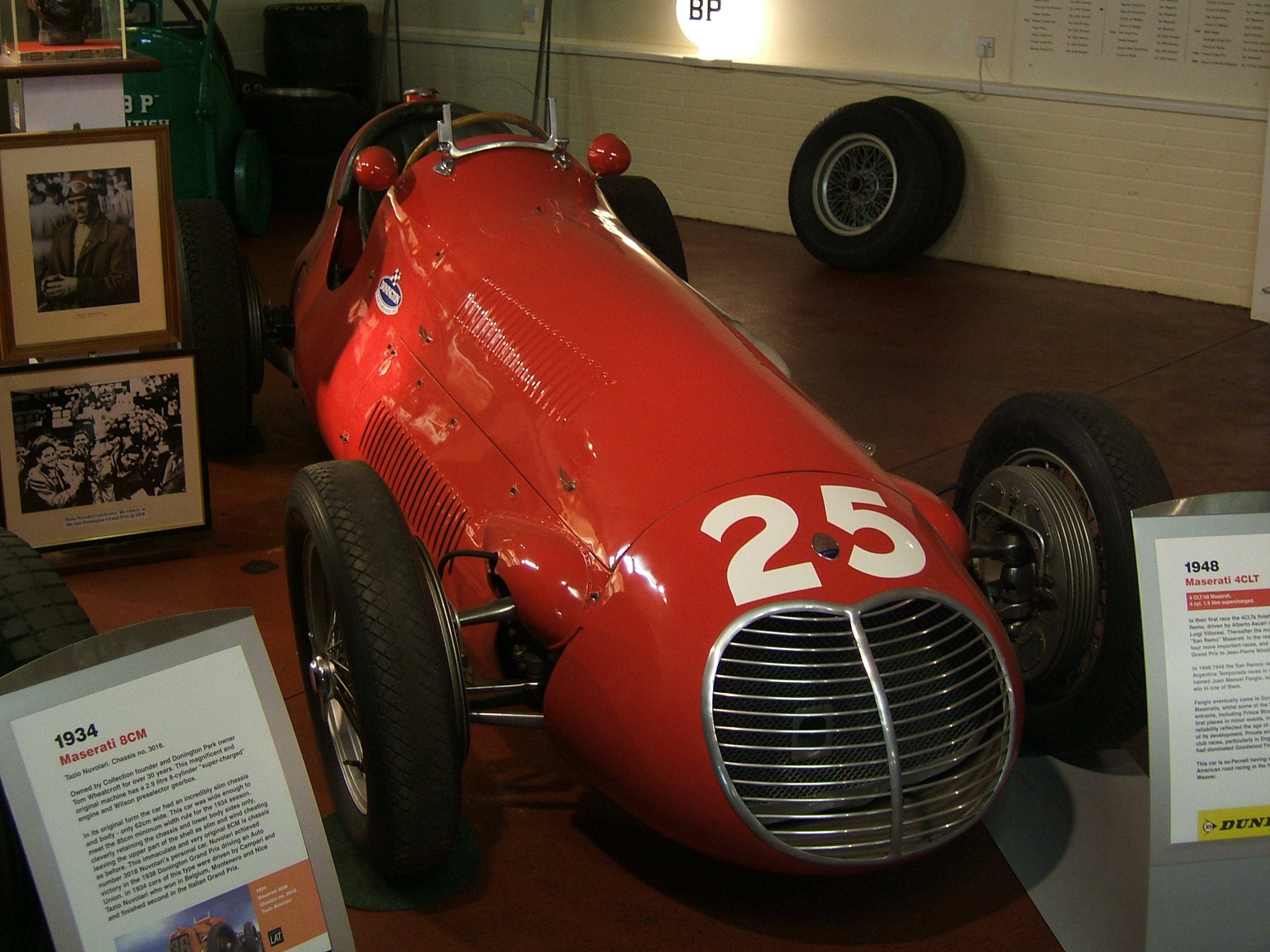
Maserati 4CLT de Reg Parnell, mostrado en Donington Park.

Parnell provenía de una familia que tenía un negocio de garaje en Derby. Cuando Donington Park abrió sus puertas en 1933 Parnell fue un espectador y decidió probar suerte en las carreras. En 1935 se compró un viejo Bugatti. Pronto se vendió el monoplaza y adquirió un Magnette MG, pero en 1937 perdió su licencia de competición después de un accidente en la práctica para una carrera en Brooklands. Él se llevó puesto a Kay Petre cuando perdió el control, se estrelló en su Austin y e hizo que este ruede. Petre sufrió lesiones graves. Esto significaba que no podía correr.
El estallido de la guerra hizo que los mejores años de su carrera fueran en vano . 
Volvió a la competición tan pronto como le fue posible en 1946 en una variedad de diferentes máquinas, en particular, un Maserati 4CL y luego un EEI. Conducía tan bien que fue finalmente contratado para conducir por el equipo Alfa Romeo en el primer Campeonato del Mundo de Fórmula 1. Corrió en Silverstone en 1950 e hizo un excelente trabajo al tomar el tercer lugar, y el que sería su primer y único podio en la Fórmula 1. Luego se involucró con BRM, inicialmente como piloto de pruebas y luego como primer piloto del equipo, aunque BRM no hizo muchas apariciones . Permaneció bajo contrato con BRM pero corrió para Maserati porque BRM nunca podría conseguir un monoplaza. Tuvo éxito en otras fórmulas, pero a finales de 1954 decidió retirarse.

### Como mánager
Se convirtió en el director del equipo de Aston Martin, un movimiento que lo llevó a supervisar un famoso 1-2 en Le Mans en 1959, cuando Roy Salvadori y Carroll Shelby llevaron a casa Maurice Trintignant y Paul Frère. Entonces, la empresa decidió entrar en F1 y Parnell dirigió el equipo, pero al final de 1960 abandonó el programa.
Parnell decidió dirigir su propio equipo bajo la bandera de Yeoman, con Roy Salvadori y John Surtees. Esto fue seguido por un acuerdo de patrocinio con Bowmakers pero después la empresa se retiró de la F1. Al final de 1962 Parnell creó su propia escudería, la Reg Parnell Racing en locales en Hounslow para entrenar un joven de 19 años llamado Chris Amon.

## Resultados

### Fórmula 1
(Clave) (negrita indica pole position) (cursiva indica vuelta rápida)

| Año         | Escudería           | 1     | 2   | 3       | 4       | 5       | 6       | 7       | 8       | 9   | Pos. | Puntos |
| ----------- | ------------------- | ----- | --- | ------- | ------- | ------- | ------- | ------- | ------- | --- | ---- | ------ |
| 1950        | Alfa Romeo SpA      | GBR 3 | MON | 500     |         |         |         |         |         |     | 9º   | 4      |
| 1950        | Scuderia Ambrosiana |       |     |         | SUI DNP | BEL     | FRA Ret | ITA DNP |         |     | 9º   | 4      |
| 1951        | G.A. Vandervell     | SUI   | 500 | BEL DNP | FRA 4   |         |         |         |         |     | 10º  | 5      |
| 1951        | BRM Ltd.            |       |     |         |         | GBR 5   | GER     | ITA DNS | ESP DNP |     | 10º  | 5      |
| 1952        | A.H.M. Bryde        | SUI   | 500 | BEL     | FRA     | GBR 7   | GER     | NED     | ITA     |     | NC   | 0      |
| 1954        | Scuderia Ambrosiana | ARG   | 500 | BEL     | FRA     | GBR Ret | GER     | SUI     | ITA     | ESP | NC   | 0      |
| Referencia: |                     |       |     |         |         |         |         |         |         |     |      |        |

## Muerte
Parnell murió a comienzos de 1964, de peritonitis tras una operación de rutina. Tu hijo Tim, también piloto, se hizo cargo del equipo hasta su desaparición en finales de década.